# دیزی بوپانا
دیزی بوپانا (به انگلیسی: Daisy Bopanna) (زاده ۴ دسامبر ۱۹۸۲) بازیگر هندی است.
از فیلم‌هایی که وی در آن نقش داشته است می‌توان به ادویه تند و آیشوارایا اشاره کرد.